# Жуткий (эсминец)
«Жуткий», R11 — эскадренный миноносец (контрминоносец) типа «Лейтенант Пущин». Первоначально намечался к именованию как «Угорь».

## История строительства
Эскадренный миноносец заложен в 1902 году на стапеле Николаевского адмиралтейства ОНЗиВ в Николаеве по заказу Морского ведомства России. Спущен со стапеля в мае 1904 года. 9 (22) марта 1902 года зачислен в списки судов Черноморского флота, вступил в строй в 1905 году. 27 сентября (10 октября) 1907 года официально причислен к подклассу эскадренных миноносцев.

## История службы
До 10 октября 1907 года классифицировался как миноносец. В 1912 году «Жуткий» прошёл капитальный ремонт в Лазаревском адмиралтействе в Севастополе с заменой трубок в котлах и артиллерийского вооружения. 
Принимал участие в Первой мировой войне. Участвовал в набеговых операциях на коммуникации и побережье противника, нес блокадную службу у берегов Турции и Румынии, оказывал артиллерийскую поддержку приморским флангам армии в районе Батума, выставлял мины у пролива Босфор, высаживал разведывательно-диверсионные группы, обеспечивал и прикрывал набеговые и минно-заградительные действия других сил флота, обеспечивал боевую деятельность подводных лодок.
29 декабря 1917 года вошел в состав Красного Черноморского флота. В марте 1918 года поставлен на капитальный ремонт в мастерские Севастопольского военного порта, где 1 мая 1918 года был захвачен германскими войсками и в июля 1918 года, под литерой "R 11", включен в состав ВМС Германии на Черном море, но в строй не вводился.
24 ноября 1918 года был захвачен англо-французскими интервентами, и в период с 22 по 24 апреля 1919 года, перед Крымской эвакуацией, по приказу английского командования, был полностью выведен из строя. 29 апреля 1919 года захвачен частями советского Украинского фронта. После краха Крымской социалистической советской республики в 24 июня 1919 года захвачен белогвардейцами. После освобождения Севастополя частями РККА в строй не вводился, в 1923 году сдан "Комгосфондов" для реализации и 21 ноября 1925 года исключен из состава РККФ.

## Командиры
- 1906—1908 Михаил Михайлович Остроградский
- 1911—1913 Фёдор Фёдорович Старк
- 1913—1914 - капитан 2-го ранга Александр Алексеевич Бровцын
- 1914—1915 Тихменев, Александр Иванович
- 05.12.1915 - 12.1916 - старший лейтенант Вахтин, Борис Васильевич
- 20.12.1916 - август 1917- лейтенант, старший лейтенант Чириков Н. С.
- август 1917 — ноябрь 1917 — старший лейтенант Е. П. Винокуров 2-й
- с ноября 1917 — старший лейтенант С. Н. Зубов